# 芹澤りな
芹澤りな（1986年4月18日 - ）は、日本の女優。静岡県富士市出身。

## 出演

### 映画
- リフレイン（監督：松﨑巖夫、2012年）- ヒロイン 海藤菜桜 役
- tig☆hug ちぐはぐ（監督：渡辺喜子、2012年）- 亜美 役
- 死ニ化粧（監督：福島芳樹 「第3回Jim×Jimアワード」投稿作品 2013年）- ヒロイン いずみ 役
- 夢中散歩（3Dカメラ / iPhone 監督：パク・ヨンジュン / パク・チョルミン 2014年）- 主演 ナオミ 役
- 神さまの言うとおり（2014年）- CGキャラクター声のガイド
- 海月姫（2014年）- ファッション関係者 役
- THE NEXT GENERATION -パトレイバー- 首都決戦（2015年）- 整備員 役
- DELTA（監督：田口清隆 フールジャパン 鉄ドン危機一髪の一編、2015年）- 千香 役
- バット・オンリー・ラヴ（監督：佐野和宏、2016年）- 若林久美子 役
- ALL MY LOVE IS FOR YOU（監督：福島芳樹、「八王子short film 映画祭」 エントリー作品、2017年）- 佐々木仁美 役
- パーフェクト・レボリューション（2017年）- テレビのナレーション
- ヴァンパイアナイト（監督：山嵜晋平、「ゆうばり国際ファンタスティック映画祭」上映作品、2017年）- 今関美津子 役
- 美人が婚活してみたら（監督：大九明子、2019年）- 婚活女子 役
- 【推しの子】- The Final Act -（2024年、東映）TV局のレポーター 役

### ドラマ
- THE NEXT GENERATION -パトレイバー-（スター・チャンネル、2014年）- 整備員 役
- ランチのアッコちゃん 4.5.6話（NHK BSプレミアム、2015年）- 近藤美月 役
- ウルトラマンX（テレビ東京、2015年）- 女子大生・A 子 役
- ウルトラマンR/B（テレビ東京、2018年）- 愛染マコトの秘書 役
- ハラスメントゲーム（テレビ東京、2018年）- 良美 役
- ゆうべはお楽しみでしたね（毎日放送、2019年）- ネイルサロン客 役
- 探偵が早すぎる 続編スペシャル Hulu オリジナルストーリー1話（Hulu、2019年）- ホステス 役

### TV
- Oh!ベイスターズ（TBSテレビ、2012年）- タイトルコール / 尚典 役（声）
- Panasonic「WONDER TRIP in JAPAN 後編」（BSフジ、2015年）
- ゴーちゃん。 lab.「ファミリーマート篇」 / 「ハウス食品篇」（テレビ朝日、2020年）
- 全力坂 湖池屋 「好評嘖嘖篇」 / キリンビール 「時機到来篇」 / 麒麟 「特製レモンサワー篇」（テレビ朝日、2020年）
- SONY Xperia 1 II × PET（テレビ朝日、2020年）

### CM
- セキスイハイム東海 ドリームハイム 「ジェラシー篇」 / 「新春篇」 / 「祖父篇」 / 「転勤篇」 / 「寝起き篇」 / 「流れ星篇」（2014年 - 2015年）
- 小林製薬「アルピタン 脈うつ痛み篇」（2017年）
- P&G「ファブリーズ MEN エレベータートラップ」（2018年）
- ネスタリゾート神戸「大自然のプール篇」（2020年）

### 舞台
- Air studio プロデュース公演「六畳一間で愛してる」（2008年）- 沙織里 役
- Air studio プロデュース公演「ジパング」（2008年）- ヒロイン 副島晶子 役
- Air studio プロデュース公演「SAKURA」（2009年）- ヒロイン 田上春 役
- Air studio プロデュース公演「プレイス」（2009年）- 安藤羽根子 役
- M-seeds enterprise プロデュース公演「エグジスタンス〜episode0〜」原作：倉科遼（2009年）1公演 - 早川智 役
- 劇団空感演人 プロデュース公演「Juliet」（2010年）- 彩 役
- amipro×KEN プロデュース公演「なつきとおばけクヌギ」（2010年）- 石井純子 役
- 渡辺晃 プロデュース公演「Super Cool Beauty！〜美熱大戦〜」（2010年）- リアナ 役
- ザ☆夕方カレー vol.4「Just you and me」（演出：秋葉高彰、2011年）- 真鍋静香 役
- ザ☆夕方カレーvol.3「サヨナラ雪」（演出：秋葉高彰、2012年）- 西村真希 役
- 劇団☆錦魚鉢 9回公演「顔と罰〜イケメン×ブサイク学園戦争〜」（演出：小出晃永 2013年）- ホノカ 役
- SPIRAL CHARIOTS 第10回公演「murder」（演出：服部整治、2013年）- ヒロイン 厚木陽子 役
- team Omelet 第6公演「Ring-クリスマスには花束を」（演出：林将平、2014年）- 澁谷紗南 役
- SPIRAL CHARIOTS 分隊 SPINOFF CHARIOTs 8th「dreadful prawn+怖い海老 plus)」演出：服部整治 - 星リエ 役（「第8回下北沢ルナティック演劇祭」優勝作品、2015年）
- SPIRAL CHARIOTS 第12回公演「mistake~カルミア島殺人事件~」（演出：服部整治、2015年）- 松田単 役
- C2-Project vol.20「ENGAGE」演出：やすを（改）- ヒロイン 河崎せい 役（「グリーンフェスタ 2017」 参加作品）
- SPIRAL CHARIOTS 第17回公演「DEPAGA&DREPRA」（演出：服部整治、2017年）- ヒロイン 星リエ 役
- 劇団時間制作 第16回公演「共感」（演出：谷碧仁、2018年）- 伊藤千恵 役
- 山口ちはる プロデュース公演「単純明快なラブストーリー」（脚本・演出：倉本朋幸、2019年）- 高橋綾 役

### WEB
- おでかけ動画マガジン ルトロン「美容マッサージ TIPS」「簡単ヘアアレンジ」（2017年）
- ルトロン×楽天トラベル「星野リゾート リゾナーレ八ヶ岳」（2018年 - 2019年）

### MV
- キラキラボーイズ「桜音ノ詩」（2012年）- 高校生 役
- Fell Chord「Prospect In Vain」（2013年）- 緑の魔女 役
- カミヤタスク「世界一の女」（2017年）- ヒロイン 仁美 役

### モデル
- 「アジアビューティーエキスポ2010」タカラベルモント ルベルベース（2010年）
- ネコ・パブリッシング『ゆるふわ愛されヘア　640style』（2012年）- ヘアモデル
- 双葉社『JILLE Girl's ヘア』 - ヘアモデル

### その他（イベント等）
- 総合福祉展「バリアフリー2010」ダイハツブース（2010年）- デモンストレーション
- 「東京モーターショー2015」 TNGパトレイバー デッキアップイベント（2015年）- アシスタントMC
- TNGパトレイバー デッキアップ（2015年）
- 「鈴鹿8時間耐久ロードレース」　MotoMap SUPPLY 32 「最強RQ図鑑」（2015年）